# True Trans
"True Trans" is een akoestische single van de Amerikaanse punkband Against Me! De band gaf de single eerst uit in de vorm van een muziekdownload op 12 juli 2013 via hun eigen label Total Treble Music. Het werd later als 7" vinyl uitgegeven. Het werd later, voor een bepaalde tijd, gratis aangeboden op de officiële site van de band. De single bevat akoestische versies van twee nummers van het zesde studioalbum van de band, Transgender Dysphoria Blues, wat werd uitgegeven in 2014. Alle nummers worden gespeeld en gezongen door Laura Jane Grace.

## Nummers
Kant A
1. "FUCKMYLIFE666" (akoestisch) - 2:53

Kant B
1. "True Trans Soul Rebel" (akoestisch) - 3:15